# Police Academy 5
Police Academy 5: Assignment Miami Beach is een Amerikaanse komediefilm uit 1988 en de vijfde film in de reeks Police Academy-films. De film is geregisseerd door Alan Myerson. Hoofdrollen zijn er voor George Gaynes, G.W. Baily en David Graf.

## Verhaal
Hoofdinspecteur Harris en Proctor breken in bij het kantoor van commissaris Hurst. Hier vinden ze een dossier betreffende commandant Lassard waarin Harris iets hoopt te vinden waarmee hij Lassard kan laten vertrekken van de academie. Hij ontdekt dat Lassard eigenlijk al met pensioen had moeten gaan aan het eind van het vorige jaar. Harris besluit dit openbaar te maken zodat Lassard moet vertrekken en hij de academie kan overnemen.
Tijdens een ceremonie wordt bekendgemaakt dat commandant Lassard een prestigieuze politieonderscheiding als politieman van het decennium zal ontvangen tijdens de Nationale Politiechefconferentie in Miami, Florida. Kort hierop volgt de mededeling dat Lassard met pensioen zal moeten gaan. Hij trekt zich teleurgesteld terug in zijn kantoor totdat zijn officieren hem overtuigen dat hij juist blij moet zijn met zijn onderscheiding. Lassard stemt toe en nodigt al zijn officieren uit om met hem mee te gaan naar Floria. Harris weet dat hij om de academie over te kunnen nemen het respect moet winnen van de anderen. Hij laat Proctor twee eersteklas stoelen in een vliegtuig naar Florida boeken. Door een foutje bij het telefoneren krijgt Harris echter Larvell Jones aan de lijn die samen met de anderen Harris een reis in een vrachtvliegtuig aansmeert.
Diezelfde nacht wordt een museum beroofd en de inbrekers gaan ervandoor met een grote lading juwelen. Ze nemen toevallig hetzelfde vliegtuig als Lassard en zijn mannen. Eenmaal in Miami worden de tassen van Lassard en de criminelen per ongeluk verwisseld. Wanneer ze de verwisseling ontdekken sporen ze Lassard op, niet wetende dat er een politieconferentie plaatsvindt in het hotel waar hij verblijft. Lassard ontdekt ondertussen de videocamera waar de juwelen in verstopt zitten in de tas die hij meegenomen heeft. Hij denkt dat het een cadeautje is van zijn officieren. Wanneer hij weg is stelen de dieven hun tas terug, enkel om te ontdekken dat Lassard de camera nu heeft.
In een laatste poging de camera af te pakken van Lassard breekt het ding open en vallen alle juwelen eruit. Hierop ontvoeren de dieven Lassard en plannen hun ontsnapping. Lassard denkt echter dat de hele ontvoering in scène is gezet door de politie van Miami als onderdeel van de conferentie.
Lassards agenten overtuigen de politie van Miami ervan om hen mee te laten helpen. Ondertussen eisen de criminelen een boot en een helikopter. Harris zorgt dat de helikopter eerder komt dan gepland in de hoop eigenhandig Lassard te kunnen redden en zo zichzelf te bewijzen. Uiteraard mislukt zijn plan en wordt ook hij gegijzeld.
De criminelen vliegen met de helikopter naar de boot die ze hadden geëist waarna er een achtervolging plaatsvindt door Florida's Everglades. Lassard redt de situatie uiteindelijk wanneer hij eindelijk beseft dat hij met echte criminelen te maken heeft.
Een ceremonie wordt gehouden om Lassard en zijn agenten te eren. Ook wordt bekendgemaakt dat er een deal is gesloten die Lassard in staat stelt zo lang actief te blijven op de academie als hij zelf wil. Uiteraard tot groot ongenoegen van Harris.

## Rolverdeling
| Acteur              | Personage                       |
| ------------------- | ------------------------------- |
| Matt McCoy          | Brigadier Nick Lassard          |
| Bubba Smith         | Brigadier Moses Hightower       |
| Michael Winslow     | Brigadier Larvell Jones         |
| David Graf          | Brigadier Eugene Tackleberry    |
| Marion Ramsey       | Brigadier Laverne Hooks         |
| James Hampton       | Burgemeester van Miami          |
| Leslie Easterbrook  | Inspecteur Debbie Callahan      |
| G.W. Bailey         | Hoofdinspecteur Thaddeus Harris |
| Tab Thacker         | Agent Thomas "House" Conklin    |
| George Gaynes       | Commandant Eric Lassard         |
| Lance Kinsley       | Inspecteur Proctor              |
| George R. Robertson | Commissaris Hurst               |
| Janet Jones         | Agent Kate                      |
| Rene Auberjonois    | Tony                            |
| Archie Hahn         | Mouse                           |
| Kathryn Graf        | Stewardess 1                    |

## Citaten
- Harris nadert een bar waar Eric Lassard, commissaris Hurst, commissaris Murdock en de burgemeester van Miami zitten. Hij heeft niet door dat het woord "Dork" op zijn borst gebrand staat door toedoen van een practical joke

Harris: "Oh, Mr. Mayor. Excuse me sir. I don't mean to insult your city, but the people on this beach are very rude and hostile."
Mayor: "Well, I'm sorry to hear that...Captain Dork!"
Iedereen begint te lachen. Harris beseft eindelijk wat er op zijn borst staat.
- Later, staat Jones te praten tegen een papegaai in een dierenwinkel. Harris en Proctor lopen langs het dier wanneer Jones vertrekt.

Papegaai: Hey Dork! Hey Dork!

## Achtergrond
Het vijfde deel van de Police Academy-filmserie staat duidelijk los van de rest door enkele bijzonderheden:
- Carey Mahoney, die in de vorige films min of meer de hoofdpersoon was, doet vanaf deze film niet meer mee.
- Nick Lassard, het neefje van commandant Eric Lassard wordt geïntroduceerd. Hij is tevens het laatste nieuwe personage dat in een Police Academy-film geïntroduceerd wordt en ook in de erop volgende film weer meedoet.
- Zed, Sweetchuck en enkele andere bekende figuren uit de vorige drie films doen in deze film niet meer mee.
- De grappen rond de Blue Oyster Bar worden in deze film afgeschaft.
- Dit is de eerste film die zich niet afspeelt op de academy of in de naamloze stad van de vorige films, maar in een stad waarvan de naam gegeven is (Miami).
- De slapstick elementen nemen in deze film flink toe ten opzichte van de vorige.

## Trivia
- Dit is de enige film waar Kathryn Graf in mee heeft gespeeld.